# Willem van Bemmel

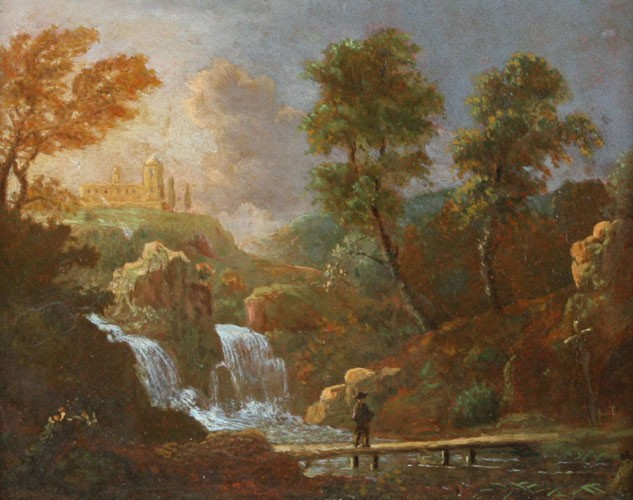
Paesaggio con figura su un ponte nei pressi di una cascata

Willem Gerritszoon van Bemmel, o von Bemmel (Utrecht, 10 giugno 1630 – Norimberga (Wöhrd), 20 dicembre 1708), è stato un pittore, incisore e disegnatore olandese del secolo d'oro, specializzato in pittura di paesaggi, che visse e lavorò principalmente in Germania.

## Biografia
Era il fratello minore di Jacob Gerritszoon van Bemmel e fu il progenitore della famiglia di pittori bavarese von Bemmel.
Fu allievo di Herman Saftleven II fra il 1645 ed il 1647 e le sue opere risentono dell'influenza di Jan Both.
Dal 1647 al 1653 visse in Italia, visitando Venezia (1647-1649), Roma (1649-1653), dove conobbe le opere di Gaspard Dughet e Napoli (1649-1653), ed infine in Inghilterra, dove lavorò soprattutto a Londra. Fu pittore di corte presso il langravio di Hessen-Kassel a Kassel (1656-1662) e, dopo un breve periodo trascorso ad Augusta nel 1662, si stabilì definitivamente a Norimberga nello stesso anno, dove si sposò ed entrò a far parte dell'Accademia di Sandrart.
Fu un prolifico autore di paesaggi, sia classici che ideali nello stile di Jan Both, e di vedute topografiche. Collaborò con altri artisti, come Johann Heinrich Roos ed il suo stesso figlio Johann Georg, che dipinsero le figure nei suoi paesaggi.
Eseguì anche una serie di acqueforti da suoi paesaggi nel 1654.
Secondo Sandrart, che fu influenzato dalle opere di van Bemmel, questi fu un famoso pittore paesaggista, in grado di riportare su carta in modo fedele quanto vedeva e colorare e rendere le luci e ombre secondo natura.

## Opere
- Paesaggio con figura su un ponte nei pressi di una cascata, olio su tela, 14 x 19 cm[4]
- Cascata di sera a Tivoli, olio su tela, 104,4 x 146 cm, firmato WBemmel 1660f, 1660, collezione Frank, Stoccarda[5]
- Veduta panoramica di Magdeburgo dal fiume Elba, con figure attraversanti un ponte in primo piano, olio su tela, 77,8 x 113,5 cm, firmato[6]
- Esteso paesaggio meridionale con un'antica rovina e cavalieri turchi, olio su tela, 91 x 117 cm[7]
- Paesaggio fluviale con fortezza in lontananza, olio su tela, 111,8 x 145,4 cm, firmato[8]
- Veduta della fortezza di Norimberga, 1690